# Тор (Приморская Шаранта)
Тор (фр. Thors) — коммуна во Франции, находится в регионе Пуату — Шаранта. Департамент коммуны — Приморская Шаранта. Входит в состав кантона Мата. Округ коммуны — Сен-Жан-д’Анжели.
Код INSEE коммуны — 17446.

## Население
Население коммуны на 2010 год составляло 426 человек.
| 1962 | 1968 | 1975 | 1982 | 1990 | 1999 | 2010 |
| ---- | ---- | ---- | ---- | ---- | ---- | ---- |
| 456  | 460  | 441  | 454  | 456  | 411  | 426  |